# Sărățel, Bistrița-Năsăud
Sărățel, mai demult Serețel, Sărețel (în dialectul săsesc Reissen, germană Reussen, Reussen am Schogen, Sered, maghiară Szeretfalva, Szeredfalva, Szeredafalva) este un sat în comuna Șieu-Măgheruș din județul Bistrița-Năsăud, Transilvania, România.

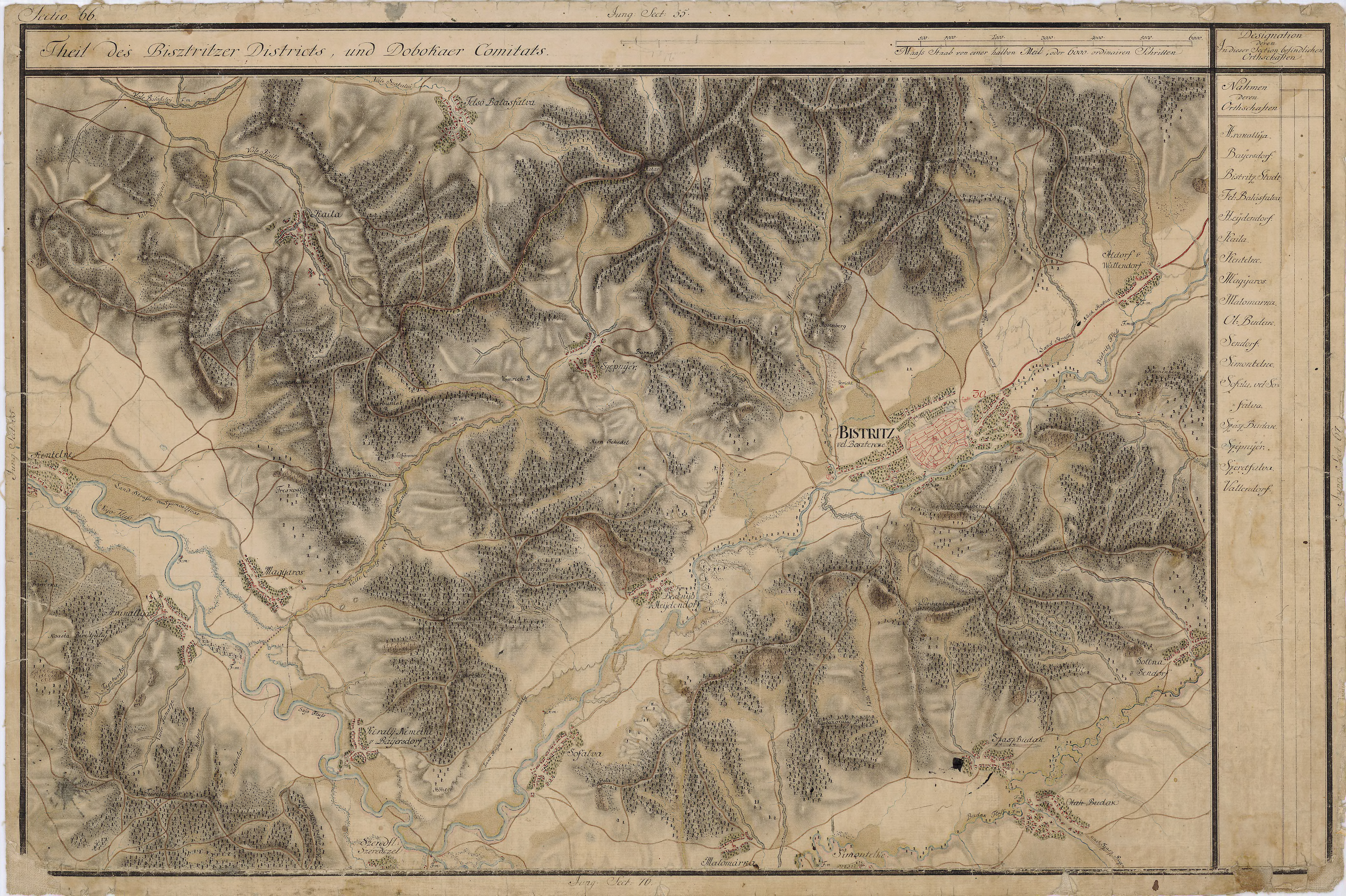
Sărăţel pe Harta Iosefină a Transilvaniei, 1769-73

## Istoric
Exploatări de sare cunoscute din antichitate sunt și cele de la Sărățel.
Un altar votiv cu o inscripție ce face referiri la exploatarea sării a fost descoperit în anul 1913 la 12 km în aval de orașul Bistrița, pe malul stâng al râului Șieu, la confluența acestuia cu râul Budac, între satele Sărățel și Domnești, unde apare la zi sarea masivă, izvoare și bălți cu apă sărată, nămol sărat, eflorescențe saline și plante halofile. Altarul datează din prima jumătate a secolului al II-lea e.n. și poartă inscripția: [I]OMETIM [P]RO SALT AEI MARI . COI . CONDVC . PASC ET SALINA . ATTICUS EIVS V . S. L . M) [Lui Jupiter cel prea bun și prea mare [ETIM ?] pentru sănătatea lui Aelius Marcus COL ? arendaș al pășunilor și salinelor. Atticus (sclavul său) cu bucurie a îndeplinit jurământul]. Textul inscripției atestă depunerea unei ofrande votive într-un sanctuar al lui Iovis Pater de către un sclav numit Atticus, împuternicit al unui arendaș al pășunilor și salinelor, Aelius Marius, care făcea parte din serviciul de administrare și exploatare al salinelor și pășunilor Daciei Romane. Acest sclav, ajungând la o situație mai bună, a ridicat altarul în sănătatea stăpânului său.
În mod tradițional, localnicii folosesc pentru uz casnic saramura concentrată extrasă dintr-o fântână de slatină.

## Personalități
- Ioan Cherteș (1911-1992), episcop greco-catolic, deținut politic.

## Obiective turistice
- Rezervația naturală “Masivul de sare de la Sărățel” (5 ha).